# Осса (Мазовецьке воєводство)
Осса (пол. Ossa) — село в Польщі, у гміні Одживул Пшисуського повіту Мазовецького воєводства.
Населення — 191 особа (2011).
У 1975-1998 роках село належало до Радомського воєводства.

## Демографія
Демографічна структура станом на 31 березня 2011 року:
|          | Загалом | Допрацездатний вік | Працездатний вік | Постпрацездатний вік |
| -------- | ------- | ------------------ | ---------------- | -------------------- |
| Чоловіки | 105     | 18                 | 75               | 12                   |
| Жінки    | 86      | 20                 | 31               | 35                   |
| Разом    | 191     | 38                 | 106              | 47                   |